# Stethoncus arcticus
Stethoncus arcticus là một loài tò vò trong họ Ichneumonidae.